# 摺紙戰士 (動畫)
摺紙戰士（韓語：접지전사），是韓國根據台灣漫畫《摺紙戰士》改編而成的動畫，由日本、韓國和台灣共同製作，但事實上除了角色及系統原型參考了漫畫外，故事與漫畫版並無關連和相似之處。日本播放標題為。

## 故事背景
故事發生於某一個年代，那年代有一種叫「摺紙大賽」的遊戲。參賽者必須要使用大會規定的紙來摺，然後以一個立體影像的生物來決勝負，那些立體影像生物的強弱全在乎於召喚者的摺紙技術。
但是，除了這些以立體影像來決勝負的遊戲外。還有一種遠古時代留下來的遺產．摺紙。那是一種與一般摺紙不同的，內裡佈滿了很多精密的線路，令召喚者可以摺出任何東西也能召喚（道具摺紙），還有另一種召喚出精靈的摺紙，必須要透過特定摺紙才能使用。
一天，一名叫王志哲的少年輸了摺紙大賽後回家。在晚上竟有一名叫「達國」的年輕人抱著摺紙秘笈走到志哲的家，然後更有另一個來自「摺紙聯盟」組織的殺手出現，並召喚出「黑野狼摺紙獸」破壞志哲的家和追殺達國。
然而，因為達國受傷，而只能召喚出最低等級的「褐野狼摺紙獸」戰鬥。不過面對著黑狼，達國折折敗退。
正當黑狼要下殺手時，志哲竟然召喚出傳說中的「黃金龍」……

## 人物介紹

### 主角群
王志哲（왕지철，配音員：台灣→詹雅菁 香港→袁淑珍）
本作主角，綽號志哲，生日7/7，雖然他的摺紙技術不俗，但在摺紙大賽中往往會因為過份緊張而無法顯示出他的真正實力，個性非常遲鈍又很呆，在學校的成績一落千仗，總是自信滿滿(樂天派)，但也非常暴怒(與廣龍幾乎相反)，不過說到做到且有禮貌，擁有不放棄、不退縮、正義感的一顆心，在召喚黃金龍後家裡爆炸(爆炸了3次，第3次因為黑狼而爆炸)，因此目前居住在老師家，喜歡美女，非常喜愛父母，視力良好（2.0），頭巾的由來是汝琳小時候用衣服的披肩撕成2半為志哲戴上，看似身體矮瘦，食量卻相當的大(可吃3碗泡麵、60個小籠包)，43集所看見的謎樣戰士(紅髮)，推測是古代的志哲，貌似與廣龍是兄弟(現代是靈魂的兄弟)。
摺紙獸：橘龍摺紙獸，褐龍摺紙獸〔地底〕，黃金龍摺紙獸，紅龍摺紙獸，紅龍戰士(合體)、彩虹龍摺紙獸(黃金龍+銀龍+所有精靈摺紙)
拍擋精靈：好龍
一隻不像龍精靈的龍精靈，平日說話很不客氣，而且對於精靈界的事情往往只會一知半解，常常被志哲指使做功課或是一些事，出場時常常會說：又要我幫你做功課、要借錢，我可是沒有之類的話，平常化身為志哲的手環。
招式：火花旋風、火焰柱、火龍昇天、火鳥攻擊、火龍波動砲、火花砲彈、火焰球攻擊、火神砲、火龍旋風、波動拳、天地火燄、火花拳、天上之火花、彩虹雙刀、彩虹雙刀射線、栽墓碑落下技
鄭汝琳（정여린，配音員：台灣→林美秀 香港→曾秀清）
本作女主角，綽號汝琳，個性剛強而且熱愛冒險，毫不畏懼摺紙聯盟的手下以及敵人，髮飾的由來是小時候志哲用另一半的披肩戴上的。16集因為藍牙3人的合體摺紙獸打敗了粉紅花摺紙獸，被打進精靈界，後來經過志哲們的努力，順利的救出汝琳，但個性也變得過度興奮，在芬里爾完整復活後，大家的祈願讓藍鷹跟黃花摺紙獸變成一把劍。
摺紙獸：粉紅花摺紙獸，黃鳥摺紙獸(追蹤)，黃花摺紙獸
拍檔精靈：茉莉
花的精靈，個性有點遲鈍，平常化身為汝琳的頭飾。
招式：藤蔓變長變長、跳舞的花瓣、種子攻擊、用刺攻勢、火鳥攻擊、花刺飛舞飛舞
徐大進（서대진，配音員：台灣→雷碧文 香港→沈小蘭）
本作第二男主角，頭腦聰明，喜歡鄭汝琳，爸爸是尼歐市防衛隊的指揮，在芬里爾完整復活後，大家的祈願讓藍鷹跟黃花摺紙獸變成一把劍。
摺紙獸：紫鷹摺紙獸，綠飛鴿摺紙獸(取物)，藍鷹摺紙獸
拍擋精靈：凌凌（鶴）
鳥的精靈，喜歡美女，個性帶點隨便，平常化身為大進胸前的徽章。
招式：雙翼突風、鷹爪攻擊、鷹啄攻擊、迴轉降落攻擊、火鳥攻擊、地獄之音波、旋轉突擊
小胖（配音員：台灣→林美秀 香港→伍秀霞）
本作第三男主角，本名不詳，人稱小胖。自稱是天才兒童（網路購物的社長），雖然不是摺紙戰士，但卻能摺出摺紙道具，但自己本身無法使用(在精靈界可以使用，或者吸收了精靈界的能量可以使用)，對抗魔狼芬里爾時，飛向宇宙要去破壞中央塔的連接點。
摺紙獸：無
拍擋精靈：無
摺紙道具：小胖一號（鑽頭戰車）、超級小胖二號（水陸兩用戰車）、小胖三號（噴射直升機）、新小胖三號（匿蹤飛機）、火花戰士
招式：小胖飛彈、火花熱線、火花飛拳(此3招為火花戰士的招式)
玄達國（현달국，配音員：台灣→李世揚 香港→李錦綸）
志哲老爸的學生，非常有錢，居住在最高級的邸宅，但在第6集卻在公園吃早餐、睡覺，有時還會跟老人一起做太極拳，並且有自言自語的習慣，神出鬼沒的出現，也非常熱愛變裝。
摺紙獸：黃野狼摺紙獸、褐野狼摺紙獸、合體野狼摺紙獸(黃野狼摺紙獸+黑野狼摺紙獸+藍野狼摺紙獸)
拍擋精靈：炮狼（狼族）
狼族的精靈。
招式：野狼突進、閃電狼牙、閃電狼爪、身體攻擊(合體野狼摺紙獸)
呂美素（왕지철，配音員：台灣→雷碧文 香港→曾佩儀）
志哲等人的教師，喜歡玄達國，有著可怕的主婦能力，因長得跟廣龍的母親十分相似，所以廣龍非常喜歡老師，甚至要捍衛老師的安全。
摺紙獸：黃兔子摺紙獸(暱稱：黃蹦蹦、廣龍母親一分為二的之一)
拍擋精靈：丹丹
一隻海獺精靈，其實真正身份是廣龍母親一分為二的之一。
廣龍（配音員：香港→區瑞華）
本作第四男主角，生日7/7，視力良好(2.0)，摺紙聯盟盟主的兒子，自幼喪母，有戀母情結，喜歡與母親相似的呂老師，個性冷靜和各項表現優異(體能、算數、料理...)，經常和個性相反的志哲不咬弦，但與老師相處時，會變得跟小孩子一樣撒嬌，看似身體矮瘦，食量卻相當的大(可吃10個紅豆麵包、60個小籠包)，43集所看見的謎樣戰士(藍髮)，推測是古代的廣龍，貌似與志哲是兄弟(現代是靈魂的兄弟)，與芬里爾決戰完後，父親恢復成人樣，母親也從丹丹跟黃蹦蹦結合而恢復原狀，但沒多久就前往精靈界了。
摺紙獸：黑馬龍摺紙獸、銀龍摺紙獸、彩虹龍摺紙獸(黃金龍+銀龍+所有精靈摺紙)
拍擋精靈：活龍
一隻古怪的龍精靈。
招式：雙翼開斬、火之地獄、雙翼飛劍、火龍暴風、彩虹雙刀、彩虹雙刀射線
JJ（配音員：台灣→吳文民）
起初為了得知哥哥黑狼（第1話被黃金龍消滅，後來跟著好龍一起回到尼歐市）的死因而追著玄達國，後來知道真相後轉而不斷追殺志哲。即使繼黑狼成為四大天王之一，也不積極參與任務。和媚媚感情不太好，為了遵守哥哥的約定而變強，原本是志哲等人的敵人，後來玄達國在月之野狼中救了他，轉而變成好人，也與志哲們合作，27集對付志哲與他的朋友，因志哲覺醒，被打進精靈界(被黃金龍消滅)，後來藉著月之野狼的科技，而再次回到尼歐市。
摺紙獸：黑野狼摺紙獸、合體野狼摺紙獸(黃野狼摺紙獸+黑野狼摺紙獸+藍野狼摺紙獸)
拍擋精靈：黑黑
狼精靈之一。
招式：地獄之火、黑火花突擊、黑暗火花、絨緞爆擊、天地火燄、身體攻擊(合體野狼摺紙獸)

### 摺紙聯盟
盟主（本名不詳）（配音員：台灣→李世揚）
摺紙聯盟盟主，廣龍的父親，一直妄想到達精靈界，來稱霸整個世界，在26集激戰後，被志哲打進精靈界，不料卻到達了魔狼芬里爾的籠子而被吸收，因月之路開啟，而被吸收的盟主也來到尼歐市要毀壞地球，吸收了大量的麥嘉摺紙，魔狼芬里爾正式復活，也為了保護中央塔與月亮上的石塔連接的地方，留下了分身守護著，在吳京植的煽動下，吸收了對付麥嘉摺紙而研究出來的電腦病毒的麥嘉摺紙獸，變回原狀，但是卻利用月亮，使魔狼芬里爾在地球上(宇宙)完整的復活，在芬里爾已完全復活後，曾想從內部反抗芬里爾，但已沒有力量，後來芬里爾被打敗後，恢復成沒有面具下的原狀，但是和廣龍的母親一起去穩定精靈界。
摺紙獸：白馬龍，黃金龍(白馬龍吸收精靈界的能量後所變成的，實際上並未真正的黃金龍)，黃金龍合體(盟主與黃金龍的合體)，魔狼芬里爾
拍擋精靈：皇帝
媚媚
黑狼與JJ的妹妹，經常被人捉弄說是「JJ的哥哥、弟弟、爸爸、堂哥、朋友、叔叔、爺爺」...，一直希望復興摺紙聯盟而一直要求廣龍當盟主，但事實上她是希望當廣龍的新娘（戀童癖），一直嚮往與廣龍結婚，也經常搶奪值錢的東西與錢，想要獻給廣龍，但最終都以失敗收場，為對抗魔狼芬里爾，跟志哲們合作。
摺紙獸：藍野狼摺紙獸、合體野狼摺紙獸(黃野狼摺紙獸+黑野狼摺紙獸+藍野狼摺紙獸)
拍擋精靈：黑黑
與黑狼跟JJ的精靈完全一樣，但外表較藍。
招式：身體攻擊、野狼軍團、身體攻擊(合體野狼摺紙獸)
咕咕（配音員：台灣→吳文民 香港→馮錦堂）
摺紙聯盟的一名打雜、天藍戰士。
摺紙獸：天藍蟬摺紙獸
拍擋精靈：司羅司羅
一隻經常發出蟬聲的蟬。
招式：音波攻勢、汽油攻擊、咕咕超音波、油之地獄
畢頭
摺紙聯盟的第二名打雜、摺紙戰士。
摺紙獸：綠甲蟲摺紙獸
拍擋精靈：蟲蟲
招式：海克力斯角、樹液漿膜
藍牙
摺紙聯盟四天王之一，由月之路開啟後從精靈界跌回人間後便改邪歸正，表面感覺喜歡做運動操，在摺紙大賽跟志哲一樣無法冷靜使得摺紙技術很差，目前正為妻女，而努力賺錢中，因小胖的指點，了解了和平的重要與人生的目標，魔狼芬里爾之戰中，與布麗姬跟洪蘭和志哲們對抗魔狼芬里爾。
摺紙獸：青(藍)三角恐龍摺紙獸、青(藍)雷龍摺紙獸、蜘蛛摺紙獸、藍翼恐龍摺紙獸、合體摺紙獸(藍三角恐龍摺紙獸+黃玫瑰摺紙獸+紅蜻蜓摺紙獸)
拍擋精靈：空空
一隻恐龍精靈。
布麗姬
摺紙聯盟四天王之一，在決戰魔狼芬里爾一戰中與洪蘭一起跌回人間，與藍牙跟洪蘭和志哲們對抗魔狼芬里爾。
摺紙獸：黃玫瑰摺紙獸、合體摺紙獸(藍三角恐龍摺紙獸+黃玫瑰摺紙獸+紅蜻蜓摺紙獸)
拍擋精靈：蘿絲
招式：花刺風暴、花瓣舞、花瓣屏風、跳舞的藤蔓、麻痺花粉、雷鳥之舞
洪蘭
摺紙聯盟四天王之一，在決鬥魔狼芬里爾一戰中與布麗姬一起跌回人間，與藍牙跟布麗姬和志哲們對抗魔狼芬里爾。
摺紙獸：紅蜻蜓摺紙獸、合體摺紙獸(藍三角恐龍摺紙獸+黃玫瑰摺紙獸+紅蜻蜓摺紙獸)
拍擋精靈：麗子
招式：迴轉雙翼

### 月之野狼
吳京植
月之野狼的首領，起初裝得像是狼族的同伴而接近JJ和玄達國，但事實上是為了獲得摺紙能量從而控制全世界的野心家。後來芬里爾控制地球時，為了減低損失，轉而和JJ等人合作，派取手下奪取摺紙神仙的秘笈，進而研究出麥嘉摺紙，可與摺紙召喚紙重疊，摺紙獸的力量可大為上升，但真正目的是要製造出麥嘉摺紙獸，賣給尼歐市防衛隊或全世界，也研究出能傷害摺紙獸的武器，為對抗魔狼芬里爾，也跟玄達國們暫時合作，送玄達國與JJ和媚媚去宇宙要破壞中央塔，也讓魔狼芬里爾吸收了對付麥嘉摺紙而研究出來的電腦病毒的麥嘉摺紙獸，讓魔狼芬里爾消失。
摺紙獸：麥嘉摺紙獸(黑野狼摺紙獸複製版)
拍擋精靈：無

### 魔狼芬里爾
魔狼芬里爾
角色無疑是取自傳說中的野狼王芬里爾，實力極強，擁有著無窮的再生能力，而且吸收了精靈界的能量後更是強大無比，傳說芬里爾一旦出現，會吞噬世界，並且吸收一切能量，變成自己的血和肉，世界將踏上毀滅之路，在吳京植的煽動下，吸收了對付麥嘉摺紙而研究出來的電腦病毒的麥嘉摺紙獸，完全消失，但是卻利用月亮，在地球上(宇宙)完整的復活，最終被志哲和廣龍的彩虹龍摺紙獸以及大家的祈願所誕生的劍給貫穿到太陽，並活活被燒死。

## 設定

### 精靈界
屬於第三次元世界，來自其他次元世界的人來到的話會變成紙般薄，不過喝了丹丹的泉水後便會恢復原狀。
在本作中沒有被重視，只是因為志哲等人為了救汝琳才會有出現。
通往精靈界的門在尼歐市裡的豫園，打敗門的守護神(龍)，即可進去，進去後48小時沒有出來即永遠無法回到現實世界。
摺紙戰士一旦打輸，也會被吸進精靈界，原本是會跟摺紙獸和精靈合體，現在改為關進監獄。

### 摺紙戰場
摺紙戰士擁有的精靈可召喚摺紙戰場，其裡面是摺紙戰士最能發揮實力的地方，並且不會影響現實周遭。
其戰鬥完後，就會自動消失。

### 古文明
摺紙聯盟與主角群非常想知道的文明，是黃金龍與黃金狼的匹敵的歷史。
其志哲的爸爸與媽媽發現了一塊壁畫，其上面便是黃金龍與黃金狼，其後紅龍的火灌入了壁畫，使壁畫變成魔狼芬里爾與黃金龍。
而摺紙秘笈中的圖案→古老的瓶子→鏤空套球→遺蹟的石塊→青銅器→石塔(鏤空套球－鑰匙)→.....便是開啟古文明的一步步線索。

### 月之路
在26集與盟主激戰完後，月亮上的石塔漸漸移動，想通往上面就必須開啟月之路。
第一條月之路是在埃及，在通過人面獅身像的考驗後，主角們得到了石版，並且往地底前進，在太陽王的雕像下，有一隻狗精靈--阿努比斯守護，告訴主角們相關的訊息後，月亮到達金字塔正上方時，便開啟了第一條月之路，藍牙也跟著掉下來了。
第二條月之路是在義大利，在一個水井下，有一隻青蛙精靈--呱哩呱哩，指引了主角們去開啟108個裝置，完成儀式。
第三條月之路在尼歐市的中央塔，志哲與廣龍在壁畫灌入火後，因黃金龍的召喚，靈魂前往了古代一趟，看到了如何開啟月之路的鑰匙(黑馬龍與黑野狼的摺紙戰士抱在一起即可)，在麥嘉摺紙獸的力量下，JJ與廣龍碰在一起，並讓鏤空套球成為鑰匙，之後媚媚搶到了鏤空套球，並且許下願望，使盟主回到尼歐市，中央塔也浮上來跟月亮的石塔連接在一起。

## 主題歌
- 歌:東方神起
  - 片頭曲:「Free Your Mind (Feat.TRAX)」
  - 片尾曲:「Your Love Is All I Need」

## 動漫分別
- 1.主線劇情不同

漫：主線劇情起初以決戰黑色聯盟而主，後期因為八大魔神的醒覺而重新結合成混沌神而展開了新的戰鬥。
動：劇情十分混亂，首先用上原作中的「黑色聯盟」（摺紙聯盟），然後卻加上了「月之野狼」、「摺紙大賽」及「爛笑話」等等劇情而令到故事主線變得模糊。
- 2.人物性格、外表不同

漫：以小哲為例，他原本是一名田徑高手，而且運動神經極強，還有摺紙技術極為差劣。
動：以志哲為例，他的特點完全沒有顯示出來，甚至連摺紙技術也變得優良。
總結：也就是說，所有人物除了樣子的改變外，連性格和所有特點也是完全不同。
- 3.戰鬥模式的分別

漫戰鬥模式：戰士先與精靈訂立契約並與精靈融合而成為獸人，戰鬥時可以獸化（龍族專用）或召喚出戰士護甲戰鬥。
動戰鬥模式：戰士先與精靈訂立契約然後再由精靈召喚出摺紙召喚紙摺出摺紙獸戰鬥，摺紙戰士可召喚摺紙戰場來戰鬥，不影響現實周遭。
- 4.能力的分別

漫：戰士能夠選擇使用法術（從八大魔神中借取其能量，每個戰士只能擁有一種屬性的法術）或使用戰士技（護甲的裝備）戰鬥。
動：摺紙獸只能夠使用身上的裝備或撞擊攻擊，大大減少了戰鬥的模式和戰鬥的可觀性，戰術亦因此大減。
- 5.科技分別

漫：原本由龍族發現古代遺跡而建立的文明，後因猛獸而滅亡。
動：一切不明。
- 6.排斥

漫：戰士們不能夠與多於一種精靈細胞，否則會因產生排斥而變成猛獸（後來黑色聯盟解決了這問題）
動：摺紙獸能自由合體，不受排斥影響。
- 7.型態

漫：如果雙方等級、種族一樣，唯獨戰士類型不同的話，勝利者依然能夠轉換成對方的型態（如黃色花仙打敗黃色幽蘭後轉換成戰士模式）
動：能夠摺出一種或以上的摺紙獸。
- 8.摺紙道具

漫：除了龍頭摺紙，任何物件也能摺出（例如守護神和交通工具），而且任何人也能夠使用。
動：只要摺得出便能召喚，但只有摺紙戰士才能使用。
- 9.等級

漫：等級固定，不能隨意改變，如不能打敗等級比自己高的敵人不能升級。清楚交代了等級高低。
動：等級不固定，能隨意改變，升級方法不明。等級高低不明，只知道橘與紫與粉紅與褐差不遠，藍與紅與黃較橘與紫與粉紅與褐高，紅與藍與黃差不遠，黑與白比黃與藍與紅與橘與紫與粉紅與褐高，黃金色最高。
- 10.強化

漫：除了使用法術和戰士技，戰士們還能使用摺紙道具召喚更多武器或召喚強化護甲（強化護甲等級上限為紅色等級）
動：沒有任何強化的能力，只是單純的力量比併。
- 11.精靈

漫：當與精靈訂立了契約後，精靈的身體會分裂成細胞並與主人融合。如果沒有特製的「防止獸化眼罩」或是龍族的獸人，當細胞完全融合後會出現獸化現象（敵我不分）。同時與精靈融合的那些人會獲得比平常人更強的力量。另外每隻精靈也有自己的獨有能力。另外精靈只能使用防禦法術（除非給他們食物轉換形態，不過很快精靈會恢復成原本形態[量產絕色系統能使用法術的原因]）
動：即使訂立了契約，精靈也不會和主人融合在一起。一般時候只會變成主人身上的某件日常用品，如果主人不呼叫牠們，牠們不會出現。另外每隻精靈亦沒有自己的獨有能力。
- 12.戰敗

漫：當戰士戰敗後，他會被傳送回精靈界，肉體會接受改造成為「傀儡戰士」（可以借木之法術．傀儡術召喚），但沒有智慧，是機械人，靈魂則會投胎轉世。另外如果靈魂還沒投胎和身體未被改造，是可以復活的（但需要精靈之神批准，否則會失去與令他復活的那人的記憶和性格會大幅改變）。另外獸人細胞依然健在。
動：同樣，戰敗會被送回精靈界，但並不會被改造成「傀儡戰士」，而是在精靈界中隨著時間流逝，會與精靈完全融合。如果還未與精靈完全融合，也是有可能被救回的。但如超過精靈界24小時，就算解除融合都不能回人類界。

## 播放電視台
| 香港 翡翠台 放學ICU 星期一至五 放學ICU節目時間內播出 | 香港 翡翠台 放學ICU 星期一至五 放學ICU節目時間內播出 | 香港 翡翠台 放學ICU 星期一至五 放學ICU節目時間內播出 |
| ---------------------------------------------------- | ---------------------------------------------------- | ---------------------------------------------------- |
|                                                      | 摺紙戰士 （2008.10.15-2008.12.25）                   |                                                      |
| 哈姆太郎第二輯 第30-66集 （2008.8.25-2008.10.14）    | 光之美少女3 （2008.12.26-2009.3.5）                  |                                                      |

| 台灣 東森幼幼台 星期六 8:30-9:00 | 台灣 東森幼幼台 星期六 8:30-9:00  | 台灣 東森幼幼台 星期六 8:30-9:00 |
| -------------------------------- | --------------------------------- | -------------------------------- |
|                                  | 摺紙戰士 （2010.11.6-2011.10.16） |                                  |
| 戰龍四驅 重播                    | FRESH光之美少女！ 重播            |                                  |

## 外部連結
- 韓國SBS官方網站